# Йеджон (ван Чосона)
Йеджон (кор. 예종, 睿宗, Yejong) — 8-й ван корейского государства Чосон, правивший в 1468—1469 годах. Имя — Хван (кор. 광, 晄, Gwang). Второе имя — Мёнджо.
Посмертные титулы — Яндо-тэван, Сонхё-тэван.